# Per Kværne
Per Kværne, född 1 april 1945, är en norsk religionshistoriker och präst.
Kværne blev filosofie doktor 1973. Han tjänstgjorde som universitetslektor vid Universitetet i Bergen 1970–1975 och som professor i religionshistoria vid Universitetet i Oslo 1975–2008.
Kværne är en internationellt erkänd expert inom Tibets religiösa landskap. Han har författat bland annat A Norwegian Traveller in Tibet (1973), An Anthology of Buddhist Tantric Songs (1977), A Death Ritual of the Tibetan Bonpos (1985) och The Bon Religion of Tibet (1995). Han kallades till ledamot av Det Norske Videnskaps-Akademi 1976.
Den 29 juni 2010 prästvigdes han inom den katolska kyrkan.